# Grand Hotel Prishtina

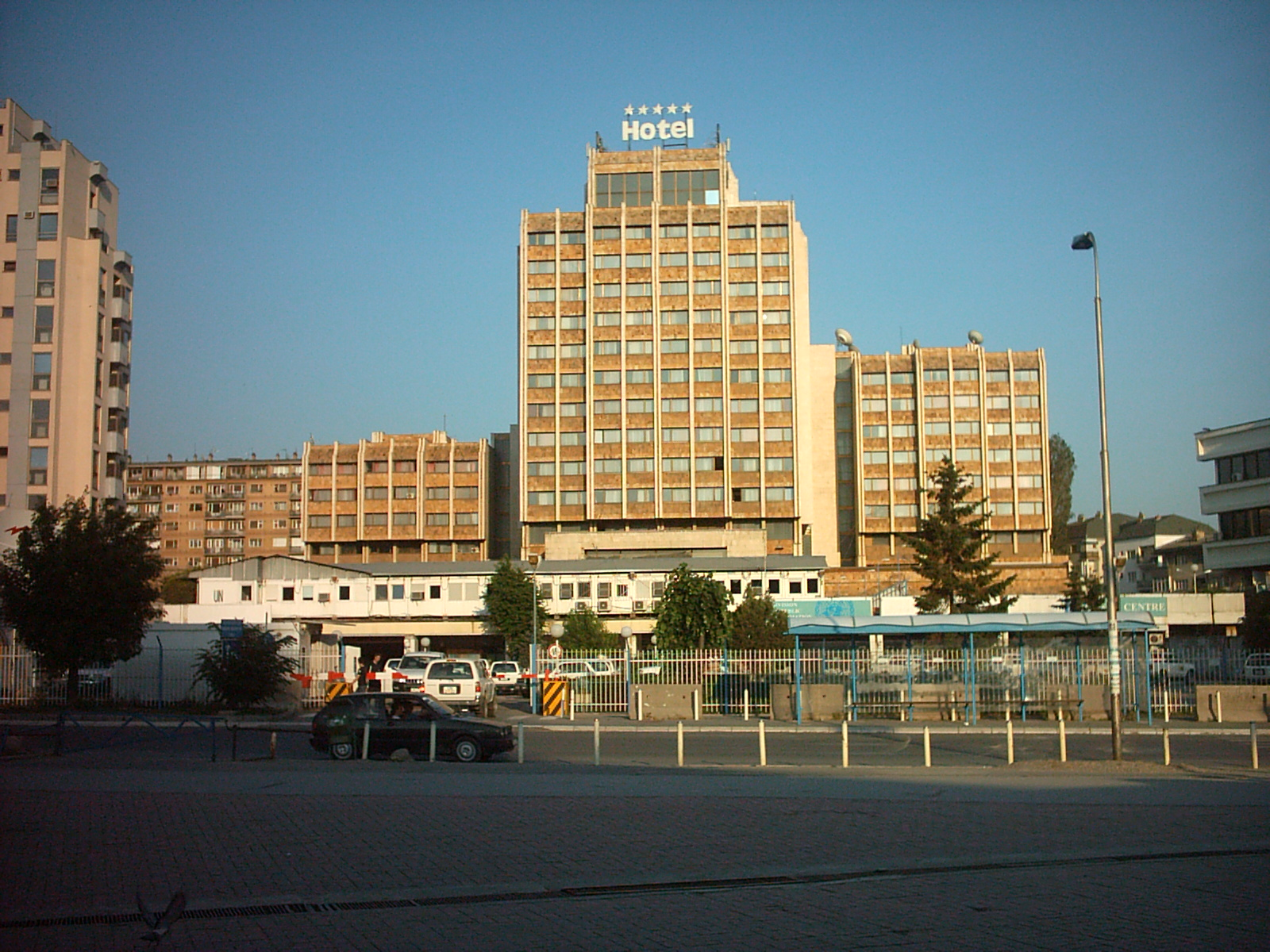
Grand Hotel Prishtina

Grand Hotel Prishtina  är det största hotellet i Pristina, Kosovo. Det är beläget i centrala Pristina och drivs av New Co Unio Commerce & Grand Hotel Prishtina.